# Sepioloidea pacifica
Sepioloidea pacifica (лат.) — вид головоногих из семейства Sepiadariidae отряда каракатицы, обитающий в южной части Тихого океана; он встречается у берегов Новой Зеландии на западе и в подводных хребтах Наска и Сала-и-Гомез на востоке.
Типовой экземпляр был собран у берегов Новой Зеландии и хранится в Национальный музей Те-Папа-Тонгарева в Веллингтоне. Sepioloidea pacifica была впервые описана как вид в 1882 году Thomas William Kirk.

## Морфология
Длина мантии самцов до 19 мм, а мантии самок — до 26 мм. На щупальцах по два ряда из пяти присосок, самые крупные из которых расположены ближе к краю щупальца.